# Linkage disequilibrium
Em genética populacional, linkage disequilibrium (desequilíbrio de ligação) é a associação não-aleatória de alelos em dois ou mais loci , não necessariamente no mesmo cromossoma. Não é a mesma coisa que linkage, que descreve a associação de dois ou mais loci num cromossoma com recombinação limitada entre eles.   O linkage desequilibrium descreve uma situação em que algumas combinações de alelos ou marcadores genéticos ocorrem mais ou menos frequentemente numa população do que era esperado pela formação aleatória de haplótipos a partir de alelos baseados nas suas frequências. Associações não-aleatórias entre polimorfismos am loci diferentes são medidos pelo grau de linkage desequilibrium.

Alguns fatores podem alterar o desequilíbrio de ligação (LD). Alguns são responsáveis pelo aumento no LD, incluindo autofecundações, pequenos tamanhos populacionais, isolamento genético entre linhagens, subdivisão populacional, baixa taxa de recombinação, mistura populacional, seleção artificial e natural, dentre outros. Alguns outros fatores são responsáveis pela queda do LD, incluindo acasalamento ao acaso, elevadas taxas de recombinação e mutações, dentre outros. Além disso, o LD pode ser drasticamente influenciado por mutações, que podem atuar rompendo a ligação existente entre alelos selvagens ou promovendo a ligação entre os pares de alelos dos mutantes envolvidos. 